# Gonzalo Duarte García de Cortázar
Gonzalo Duarte García de Cortázar (Valparaíso, 27 settembre 1942) è un vescovo cattolico cileno, dall'11 giugno 2018 vescovo emerito di Valparaíso.

## Biografia
Monsignor Gonzalo Duarte García de Cortázar è nato a Valparaíso il 27 settembre 1942 da Ignacio Duarte Calderón e María del Carmen García de Cortázar Sagarmínaga. Ha due fratelli, Francisco Javier e Ignacio. È stato battezzato nella parrocchia dei Dodici Apostoli.

### Formazione e ministero sacerdotale
Ha studiato alla scuola pubblica "Ramón Barros Luco" e alla scuola superiore "Sacro Cuore" di Valparaíso dove si è diplomato al VI anno di studi umanistici nel 1958.
Il 5 marzo 1959 è entrato nella Congregazione dei Sacri Cuori. Il 17 aprile dell'anno successivo ha emesso la professione solenne.
L'8 luglio 1967 è stato ordinato presbitero a Santiago del Cile da monsignor Alejandro Menchaca Lira. Ha proseguito gli studi universitari alla Pontificia Università Cattolica di Valparaíso. Ha lavorato in diverse scuole del suo ordine: a Santiago en Alameda dal 1968 al 1970, a Valparaíso dal 1971 al 1978 e a Viña del Mar dal 1978 al 1986 e dal 1990 al 1994. Nelle scuole di Valparaíso e Viña del Mar ha ricoperto la carica di rettore. Dal 1987 al 1990 ha seguito dei corsi di specializzazione a Roma presso la Pontificia Università Gregoriana e presso il Pontificio ateneo Sant'Anselmo.

### Ministero episcopale
Il 31 gennaio 1995 papa Giovanni Paolo II lo ha nominato ordinario militare per il Cile e vescovo titolare di Lamiggiga. Ha ricevuto l'ordinazione episcopale il 2 aprile successivo dall'arcivescovo Piero Biggio, nunzio apostolico in Cile, co-consacranti il vescovo titolare di Alba José Joaquín Matte Varas, ordinario militare emerito, e il vescovo di Rancagua Francisco Javier Prado Aránguiz. Ha preso possesso dell'ordinariato il giorno successivo. Il 7 marzo 1998 ha rinunciato alla diocesi titolare ai sensi della nuova prassi stabilita per gli ordinari militari.
Nel dicembre del 2008 e nel dicembre del 2017 ha compiuto la visita ad limina.
Il 4 dicembre 1998 papa Giovanni Paolo II lo ha nominato vescovo di Valparaíso. Come tale ha assunto l'incarico di gran cancelliere della Pontificia Università Cattolica di Valparaíso. Il 4 novembre 1999 papa Giovanni Paolo II ha accettato la sua rinuncia al governo pastorale dell'ordinariato militare.
Nel maggio del 2018, come tutti i vescovi del paese, si è recato in Vaticano per discutere con papa Francesco dello scandalo degli abusi sessuali che ha colpito la Chiesa cattolica in Cile. Nel corso dell'incontro tutti i vescovi del paese hanno presentato le dimissioni per iscritto. Monsignor Duarte è stato accusato in particolare di aver coperto casi di abusi sessuali e di potere all'interno della Chiesa. Le accuse contro di lui riguardano ex seminaristi che non avrebbe sostenuto dopo aver ricevuto informazioni su abusi commessi da altri sacerdoti.
L'11 giugno 2018 papa Francesco ha accettato la sua rinuncia al governo pastorale della diocesi per raggiunti limiti di età.

## Genealogia episcopale e successione apostolica
La genealogia episcopale è:
- Cardinale Scipione Rebiba
- Cardinale Giulio Antonio Santori
- Cardinale Girolamo Bernerio, O.P.
- Arcivescovo Galeazzo Sanvitale
- Cardinale Ludovico Ludovisi
- Cardinale Luigi Caetani
- Cardinale Ulderico Carpegna
- Cardinale Paluzzo Paluzzi Altieri degli Albertoni
- Papa Benedetto XIII
- Papa Benedetto XIV
- Papa Clemente XIII
- Cardinale Marcantonio Colonna
- Cardinale Giacinto Sigismondo Gerdil, B.
- Cardinale Giulio Maria della Somaglia
- Cardinale Carlo Odescalchi, S.I.
- Cardinale Costantino Patrizi Naro
- Cardinale Lucido Maria Parocchi
- Papa Pio X
- Papa Benedetto XV
- Papa Pio XII
- Cardinale Eugène Tisserant
- Papa Paolo VI
- Cardinale Agostino Casaroli
- Arcivescovo Piero Biggio
- Vescovo Gonzalo Duarte García de Cortázar, SS.CC.

La successione apostolica è:
- Vescovo Santiago Jaime Silva Retamales (2002)